# Alfred Kratzer
Alfred Kratzer (* 25. September 1935; † Dezember 2008) war ein deutscher Fußballspieler.

## Sportlicher Werdegang
Kratzer entstammte der Jugend des BC Augsburg. Als Teenager rückte er 1954 in die Wettkampfmannschaft auf, für die der Stürmer bis zum Abstieg 1959 in der erstklassigen Oberliga Süd unregelmäßig zum Einsatz kam und in 59 Erstligapartien 16 Tore erzielte. Anschließend wechselte er zum Regionalrivalen TSG Ulm 1846, für den er in den folgenden beiden Oberliga-Spielzeiten vier Treffer in 15 Spielen erzielte.
Nach dem Zweitligaabstieg der Ulmer Mannschaft 1961 folgte Kratzer einem Angebot aus Westdeutschland und lief fortan für den seinerzeitigen Zweitligisten Wuppertaler SV auf. 1962 stieg er mit dem Klub unter Trainer Robert Gebhardt als Tabellenzweiter hinter Bayer 04 Leverkusen in die Oberliga West auf. Als Tabellenvorletzter qualifizierte sich die Mannschaft bei der Einführung der Bundesliga 1963 für die zweitklassige Regionalliga. In der Spielzeit 1963/64 platzierte sich Kratzer mit dem Klub als Vizemeister hinter Alemannia Aachen. In den anschließenden Qualifikationsspielen zur Aufstiegsrunde zur Bundesliga zog die Mannschaft jedoch gegen den FK Pirmasens mit zwei Niederlagen den Kürzeren. Damit endete Kratzers Karriere zumindest im höherklassigen Fußball. Für den WSV hatte er in 43 Ligaspielen zwölf Tore erzielt.